# Lista di compagnie aeree cargo

## Elenco

### Compagnie aeree all-cargo
- ABSA Cargo Airline
- ABX Air
- Aerologic
- Aeromodal Cargolifter
- ACT Airlines
- AirBridge Cargo
- Airnet Express
- Air Hong Kong
- Air Transport International
- Alaska Central Express
- American International Airways/Kalitta
- Antonov Airlines
- Aloha Air Cargo
- Atlantic Airlines (United Kingdom)
- Atlas Air
- ATRAN Cargo Airlines
- Arrow Airways Inc.
- Australian air Express
- Avient Aviation
- Blue Dart Aviation
- Burlington Air Express
- CAL Cargo Air Lines
- Capital Cargo International Airlines
- Cargo 360
- Cardig Air Cargo
- Cargoitalia
- Cargojet Airways
- Cargolux
- Challenger Air Cargo
- China Postal Airlines
- Cielos Airlines
- DAS Air Cargo
- Deccan 360 Express Logistics
- DHL
- DHL International Aviation ME
- East Air Cargo
- Emerald Air
- Emery Worldwide
- Empost
- Estafeta Carga Aérea
- European Air Transport (branded "DHL")
- Evergreen International Airlines
- FedEx Express
- Fine Air
- First Flight
- Flying Tiger Line
- Freight India Logistics Pvt Ltd
- Grandstar Cargo
- Gemini Air Cargo
- Gestair Cargo
- Great Wall Airlines
- Heavylift Cargo Airlines
- Jade Cargo International
- K-Mile Air
- Kalitta Air
- Kelowna Flightcraft Air Charter (on behalf of Purolator)
- Kitty Hawk Aircargo
- Martinair (dal 2011)
- Maximus Air Cargo
- Midex Cargo
- Millennium Air Xpress, su millenniumairxpress.com. URL consultato il 19 luglio 2019 (archiviato dall'url originale il 3 gennaio 2014).
- MNG Airlines
- Murray Air (National Air Cargo Group)
- National Airlines (5M)
- Nippon Cargo Airlines
- Polar Air Cargo
- Polet Airlines
- Quickjet Cargo
- RAF-Avia
- Reair - Reaching Horizons
- Saint-X Cargo
- Seaboard World Airlines
- SF Cargo
- Sky Capital Airlines
- SNAS Aviation
- Southern Air
- SprintAir
- Sundt Atlanta Skybridge
- Swiftport
- Swiftair
- Tampa Cargo
- TCS Courier
- TMA Cargo
- TNT
- Tol Air
- Transmile Air Services
- Tri-MG Intra Asia Airlines
- ULS Airlines Cargo
- UPS Airlines
- Varig Log
- Volga-Dnepr
- World Airways Cargo
- Yangtze River Express

### Lista di compagnie all-cargo sussidiarie
- Aeroflot Cargo
- Air China Cargo
- Air India Cargo
- Air France Cargo
- Air Macau Cargo
- ANA Cargo
- Asiana Cargo
- Cathay Pacific Cargo
- China Airlines Cargo

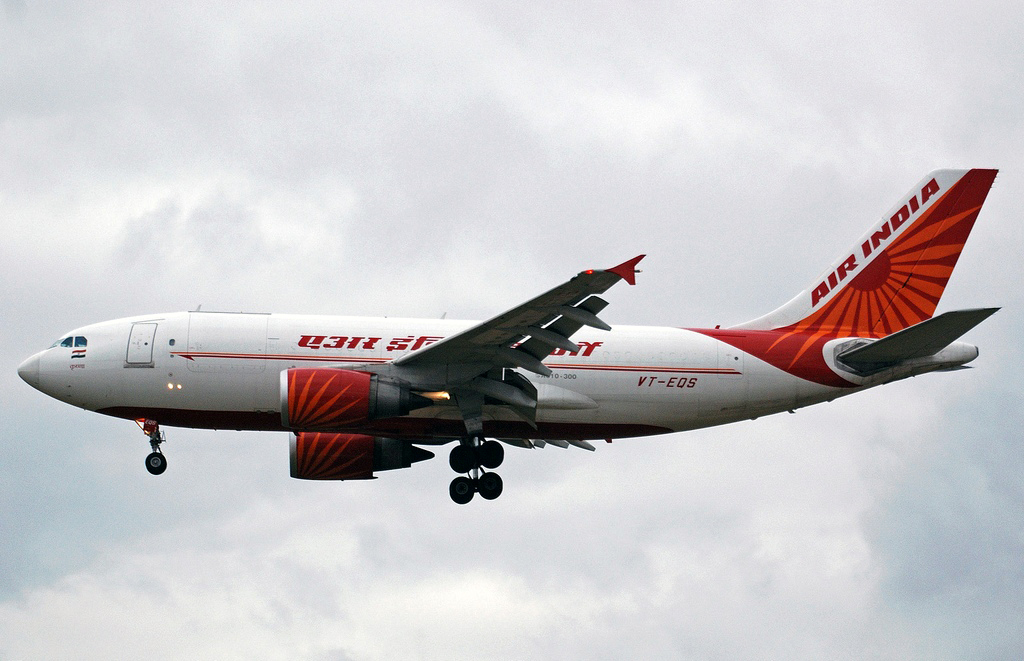
Airbus A310 della Air India Cargo

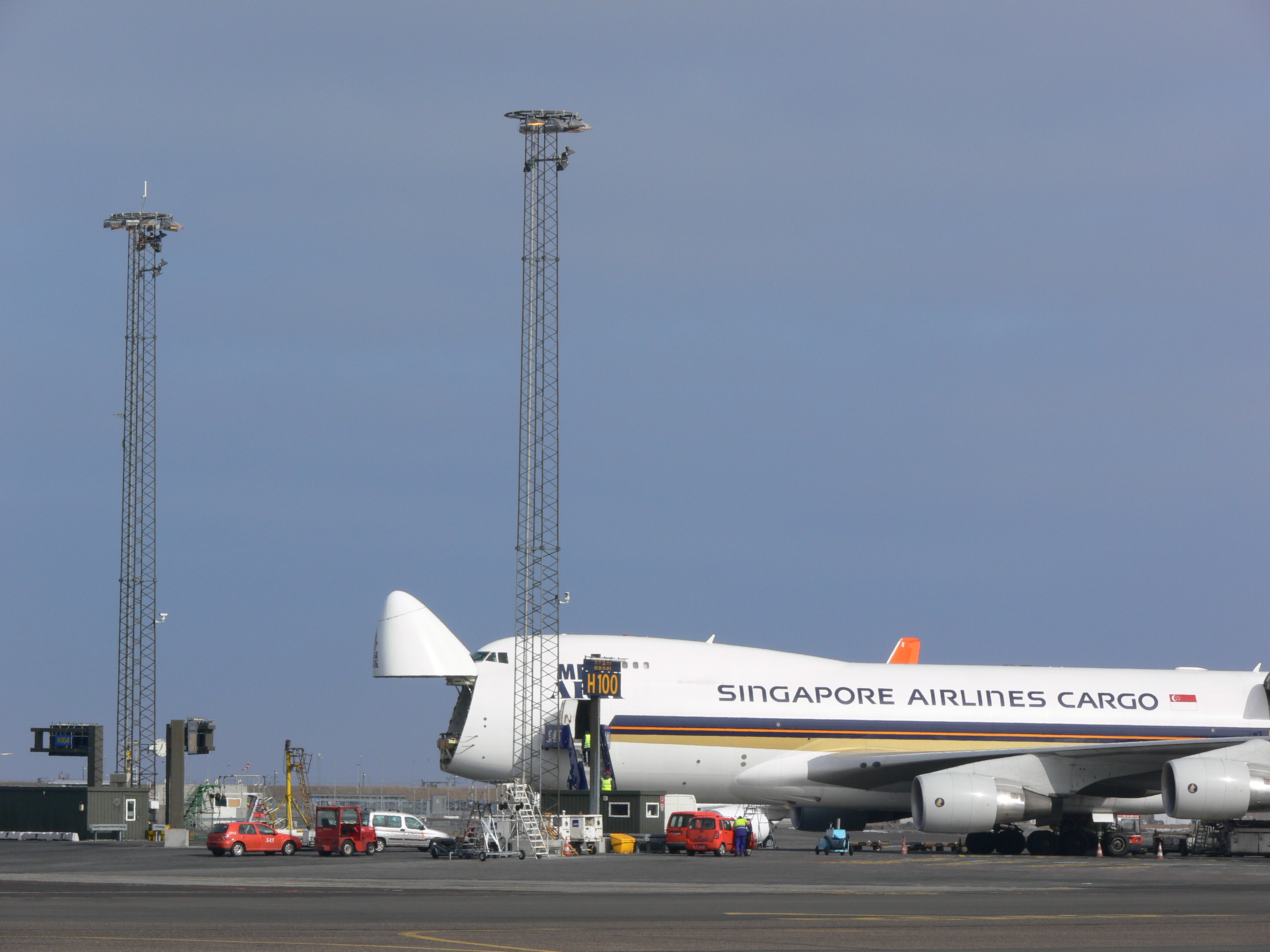
Boeing 747 in fasi di caricamento della Singapore Airlines Cargo

- China Cargo Airlines (China Eastern)
- China Southern Cargo
- EgyptAir Cargo
- El Al Cargo
- Emirates SkyCargo
- Ethiopian Airlines Cargo
- Etihad Crystal Cargo
- EVA Air Cargo
- Finnair Cargo
- Hong Kong Airlines Cargo
- Icelandair Cargo
- Iran Air Cargo
- KLM Cargo
- Korean Air Cargo
- LAN Cargo
- Lufthansa Cargo
- MASkargo
- Martinair Cargo  (fino al 2011)
- NWA Cargo
- Qatar Airways Cargo
- RAM Cargo
- Royal Jordanian Cargo
- Saudi Arabian Airlines Cargo
- Shanghai Airlines Cargo
- Singapore Airlines Cargo
- South African Airways Cargo
- Turkish Airlines Cargo
- Uzbekistan Airways Cargo
- Jakutija Cargo

I servizi cargo operano con aerei passeggeri poiché la compagnia aerea non possiede aerei all-cargo
- Alaska Air Cargo
- Alitalia Cargo
- American Airlines Freight
- Avianca Cargo
- British Airways World Cargo
- Cargo Garuda Indonesia
- Czech Airlines Cargo
- Delta Airlines Cargo
- Dragon Air Cargo
- Gol Transportes Aereos
- Gulf Air Cargo
- Iberia Cargo
- Japan Airlines Cargo
- Kenya Airways Cargo
- Kuwait Airways Cargo
- LOT Polish Airlines Cargo
- Pakistan International Airlines Cargo
- Qantas Freight
- SAS Cargo Group
- Shaheen Air|Shaheen Air Cargo]
- SriLankan Cargo
- Sudan Airways
- Swiss WorldCargo
- Thai Airways Cargo
- United Airlines Cargo

Queste compagnie aeree operano con aerei cargo ma non possiedono una divisione cargo
- Air Koryo
- Ariana Afghan Airlines
- Azerbaijan Airlines
- Iraqi Airways
- Syrian Air
- Tajik Air
- Turkmenistan Airlines